# Coupe latine de rink hockey 1988
Navigation
Coupe latine de rink hockey 1987 Coupe latine de rink hockey 1989
La Coupe latine de rink hockey 1988 est la 10e édition de la compétition organisée par le Comité européen de rink hockey. Cette édition a lieu à Anadia, au Portugal du 21 au 23 octobre 1988. Le Portugal remporte pour la septième fois ce tournoi.

## Déroulement
Les quatre équipes s'affrontent toutes une fois. 

## Classement et résultats
| Rang | Équipe   | Pts | J | G | N | P | Bp | Bc | Diff |  | Résultats |  |     |     |      |
| ---- | -------- | --- | - | - | - | - | -- | -- | ---- |  | --------- |  | --- | --- | ---- |
| 1    | Portugal | 6   | 3 | 3 | 0 | 0 | 12 | 2  | +10  |  | Portugal  |  | 2-0 | 3-0 | 7-2  |
| 2    | Italie   | 4   | 3 | 2 | 0 | 1 | 13 | 10 | +3   |  | Italie    |  |     | 3-1 | 10-0 |
| 3    | Espagne  | 1   | 3 | 0 | 1 | 2 | 7  | 12 | -5   |  | Espagne   |  |     |     | 6-6  |
| 4    | France   | 1   | 3 | 0 | 1 | 2 | 8  | 23 | -15  |  | France    |  |     |     |      |

### Sources
- (pt) Cet article est partiellement ou en totalité issu de l’article de Wikipédia en portugais intitulé « Taça Latina de 1988 » (voir la liste des auteurs).